# Järvselja
Järvselja (Duits: Jerwselg) is een plaats in de Estlandse gemeente Kastre, provincie Tartumaa. De plaats heeft de status van dorp (Estisch: küla) en telt 28 inwoners (2021).
Het dorp behoorde tot in oktober 2017 tot de gemeente Meeksi. In die maand werden Järvselja en Rõka bij de nieuwe fusiegemeente Kastre gevoegd, terwijl de rest van Meeksi naar de gemeente Räpina ging.
Ten westen van Järvselja ligt het meer Selgjärv met een oppervlakte van 1,9 ha. Aan de oostkant ligt het natuurreservaat Järvselja looduskaitseala, gesticht in 1924. Het is het oudste natuurreservaat van Estland. De oppervlakte is 184 hectare.

## Geschiedenis
De plaats werd voor het eerst vermeld in 1811 onder de naam Jerwosel. Jerwosel was een productiebos dat onder het landgoed van Kastre viel. Pas in 1945 is er sprake van een dorp.
In 1921 werd in Järvselja een dependance van de Universiteit van Tartu gevestigd, het Tartu Ülikooli Õppemetskond, een onderzoekscentrum voor de bosbouw, dat nauw betrokken was bij de stichting van het natuurreservaat.